# Ненана (Аляска)
Ненана (англ. Nenana) — місто (англ. city) в США, в окрузі Юкон-Коюкук штату Аляска. Населення — 358 осіб (2020). Розташоване в місці впадання річки Ненана у Танану, за 86 км на південний захід від міста Фербанкс.
Клімат дуже суворий, континентальний. Мінімальна температура — -56 °C, максимальна — +37 °C. З середини жовтня по середину травня річки покриті льодом.
Місто розташоване на 412-ій милі залізниці Аляски. Є аеропорт — Ненана. Порт на річці Танана має вантажно-розвантажувальні засоби, док і склад для сухих вантажів. Щодня з міста ходять автобуси в Фербанкс та Анкоридж.

## Географія
Ненана розташована за координатами 64°32′16″ пн. ш. 149°4′19″ зх. д. / 64.53778° пн. ш. 149.07194° зх. д. (64.537903, -149.071851). За даними Бюро перепису населення США в 2010 році місто мало площу 15,42 км², з яких 15,27 км² — суходіл та 0,15 км² — водойми.

### Клімат
| Клімат : Ненана         | Клімат : Ненана | Клімат : Ненана | Клімат : Ненана | Клімат : Ненана | Клімат : Ненана | Клімат : Ненана | Клімат : Ненана | Клімат : Ненана | Клімат : Ненана | Клімат : Ненана | Клімат : Ненана | Клімат : Ненана | Клімат : Ненана |
| Показник                | Січ.            | Лют.            | Бер.            | Квіт.           | Трав.           | Черв.           | Лип.            | Серп.           | Вер.            | Жовт.           | Лист.           | Груд.           | Рік             |
| Абсолютний максимум, °C | 7,2             | 7,2             | 12,8            | 21,7            | 30,6            | 34,4            | 32,8            | 31,1            | 25,0            | 17,8            | 12,2            | 10,0            | 34,4            |
| Середній максимум, °C   | −18             | −13,7           | −5,8            | 4,1             | 14,4            | 21,2            | 21,6            | 18,4            | 11,6            | −0,8            | −11,8           | −16,9           | 2,1             |
| Середній мінімум, °C    | −28,3           | −26,1           | −20,9           | −8,9            | 1,1             | 7,1             | 8,7             | 6,3             | 0,6             | −9,5            | −21             | −27             | −9,7            |
| Абсолютний мінімум, °C  | −55             | −53,9           | −50,6           | −36,1           | −16,7           | −4,4            | −0,6            | −5,6            | −20,6           | −37,2           | −46,7           | −56,1           | −56,1           |
| Норма опадів, мм        | 14              | 12              | 8               | 5               | 13              | 35              | 55              | 56              | 29              | 17              | 17              | 14              | 273             |
| Днів з опадами          | 6               | 5               | 4               | 3               | 5               | 8               | 10              | 11              | 8               | 8               | 7               | 7               | 82,0            |
| ----------------------- | --------------- | --------------- | --------------- | --------------- | --------------- | --------------- | --------------- | --------------- | --------------- | --------------- | --------------- | --------------- | --------------- |
| Джерело:                |                 |                 |                 |                 |                 |                 |                 |                 |                 |                 |                 |                 |                 |

## Демографія
Згідно з переписом 2010 року, у місті мешкало 378 осіб у 171 домогосподарстві у складі 92 родин. Густота населення становила 25 осіб/км². Було 215 помешкань (14/км²).
Расовий склад населення:
| - 56,1 % — білих - 37,6 % — корінних американців - 0,3 % — чорних або афроамериканців - 0,3 % — азіатів |

До двох чи більше рас належало 5,6 %. Частка іспаномовних становила 0,5 % від усіх жителів.
За віковим діапазоном населення розподілялося таким чином: 23,0 % — особи молодші 18 років, 62,4 % — особи у віці 18—64 років, 14,6 % — особи у віці 65 років та старші. Медіана віку мешканця становила 48,0 року. На 100 осіб жіночої статі у місті припадало 103,2 чоловіків; на 100 жінок у віці від 18 років та старших — 106,4 чоловіків також старших 18 років.
Середній дохід на одне домашнє господарство становив 60 396 доларів США (медіана — 43 250), а середній дохід на одну сім'ю — 76 515 доларів (медіана — 63 750). Медіана доходів становила 63 750 доларів для чоловіків та 48 333 долари для жінок. За межею бідності перебувало 15,3 % осіб, у тому числі 7,5 % дітей у віці до 18 років та 18,9 % осіб у віці 65 років та старших.
Цивільне працевлаштоване населення становило 166 осіб. Основні галузі зайнятості: освіта, охорона здоров'я та соціальна допомога — 24,7 %, публічна адміністрація — 21,7 %, мистецтво, розваги та відпочинок — 16,9 %.